# سامانه پدافندی زوبین
سامانه پدافندی کوتاه برد زوبین در سال ۱۴۰۰ رونمایی شد که نسخه زمین پایه سامانه نواب است. این سامانه از تجمیع رادار با پوشش ۳۶۰ درجه، موشک پدافندی و مرکز فرماندهی سامانه تشکیل شده. رادار این سامانه ۳۰ کیلومتر برد کشف و ۲۰ کیلومتر برد درگیری دارد و می‌تواند ۱۰۰ هدف را کشف و با ۸ هدف همزمان درگیر شود.
سامانه زوبین می تواند با انواع موشک‌های کروز، هواپیماهای بدون سرنشین، جنگنده‌های متخاصم در ارتفاع کم و همچنین مهمات دورایستا مقابله نماید.